# العلاقات المغربية الكولومبية
العلاقات المغربية الكولومبية هي العلاقات الثنائية التي تجمع بين المغرب وكولومبيا. ويحظى المغرب بأهمية كبيرة بالنسبة لكولومبيا، باعتباره شريكا استراتيجيا لها، وبوابة نحو القارة الإفريقية والعالم العربي، ويتجلى ذلك في دينامية العلاقات الثنائية والالتزام السياسي الذي جسده قرار رفع مستوى تمثيل كولومبيا الدبلوماسي في العاصمة المغربية الرباط.

## تاريخ
في 6 أبريل 2021 وقع المغرب وكولومبيا أربعة إتفاقيات، من ضمنها إتفاقية مهمة تتعلق بحذف تأشيرة الإقامة قصيرة الأجل بالنسبة للمواطنين المغاربة والكولومبيين الحاملين لجواز سفر عادي، وتهدف إلى إعفاء مواطني البلدين الحاملين لجواز سفر عادي وجواز سفر دبلوماسي من متطلبات التأشيرة للإقامات القصيرة (90 يوما). .تم توقيع هذه الإتفاقيات بين وزير الخارجية المغربي ناصر بوريطة، ووزيرة الخارجية الكولومبية كلوديا بلوم.

## مقارنة بين البلدين
هذه مقارنة عامة ومرجعية للدولتين:
| وجه المقارنة                                              | المغرب                                 | كولومبيا        |
| --------------------------------------------------------- | -------------------------------------- | --------------- |
| المساحة (كم2)                                             | 710.85 ألف                             | 1.14 مليون      |
| عدد السكان (نسمة)                                         | 36.07 مليون                            | 49.07 مليون     |
| الكثافة السكانية (ن./كم²)                                 | 50.74                                  | 43.04           |
| العاصمة                                                   | الرباط                                 | بوغوتا          |
| اللغة الرسمية                                             | اللغة العربية، أمازيغية معيارية مغربية | اللغة الإسبانية |
| العملة                                                    | درهم مغربي                             | بيزو كولومبي    |
| الناتج المحلي الإجمالي (بليون دولار)                      | 109.14 مليار                           | 309.19 مليار    |
| الناتج المحلي الإجمالي (تعادل القوة الشرائية) بليون دولار | 274.06 مليار                           | 724.96 مليار    |
| الناتج المحلي الإجمالي الاسمي للفرد دولار أمريكي          | 2.88 ألف                               | 7.60 ألف        |
| الناتج المحلي الإجمالي للفرد دولار أمريكي                 | 7.49 ألف                               | 13.36 ألف       |
| مؤشر التنمية البشرية                                      | 0.628                                  | 0.720           |
| رمز المكالمات الدولي                                      | +212                                   | +57             |
| رمز الإنترنت                                              | .ma                                    | .co             |
| المنطقة الزمنية                                           | ت ع م+01:00                            | 00              |

## مدن متوأمة
في ما يلي قائمة باتفاقيات التوأمة بين مدن مغربية وكولومبية:
- ترتبط فاس مع كارتاهينا باتفاقية توأمة منذ 1982.[18][18][18][18]

## منظمات دولية مشتركة
يشترك البلدان في عضوية مجموعة من المنظمات الدولية، منها:
| علم المنظمة | اسم المنظمة                               | تاريخ انضمام المغرب | تاريخ انضمام كولومبيا |
| ----------- | ----------------------------------------- | ------------------- | --------------------- |
|             | وكالة ضمان الاستثمار متعدد الأطراف        | 17 سبتمبر 1992      | 30 نوفمبر 1995        |
|             | منظمة الشرطة الجنائية الدولية             | ?                   | ?                     |
|             | منظمة حظر الأسلحة الكيميائية              | ?                   | ?                     |
|             | منظمة التجارة العالمية                    | 1995                | ?                     |
|             | الفريق المعني برصد الأرض                  | ?                   | ?                     |
|             | الأمم المتحدة                             | 12 نوفمبر 1956      | 5 نوفمبر 1945         |
|             | مؤسسة التمويل الدولية                     | 30 أغسطس 1962       | 20 يوليو 1956         |
|             | يونسكو                                    | 7 نوفمبر 1956       | 31 أكتوبر 1947        |
|             | مؤسسة التنمية الدولية                     | 29 ديسمبر 1960      | 16 يونيو 1961         |
|             | البنك الدولي للإنشاء والتعمير             | 25 أبريل 1958       | 24 ديسمبر 1946        |
|             | المنظمة الهيدروغرافية الدولية             | ?                   | ?                     |
|             | الاتحاد البريدي العالمي                   | ?                   | ?                     |
|             | المركز الدولي لتسوية المنازعات الاستشارية | 10 يونيو 1967       | 14 أغسطس 1997         |
|             | الاتحاد الدولي للاتصالات                  | 1 نوفمبر 1956       | 25 أغسطس 1914         |

## وصلات خارجية
- موقع وزارة الخارجية المغربية
- موقع وزارة الخارجية الكولومبية